# Unadon

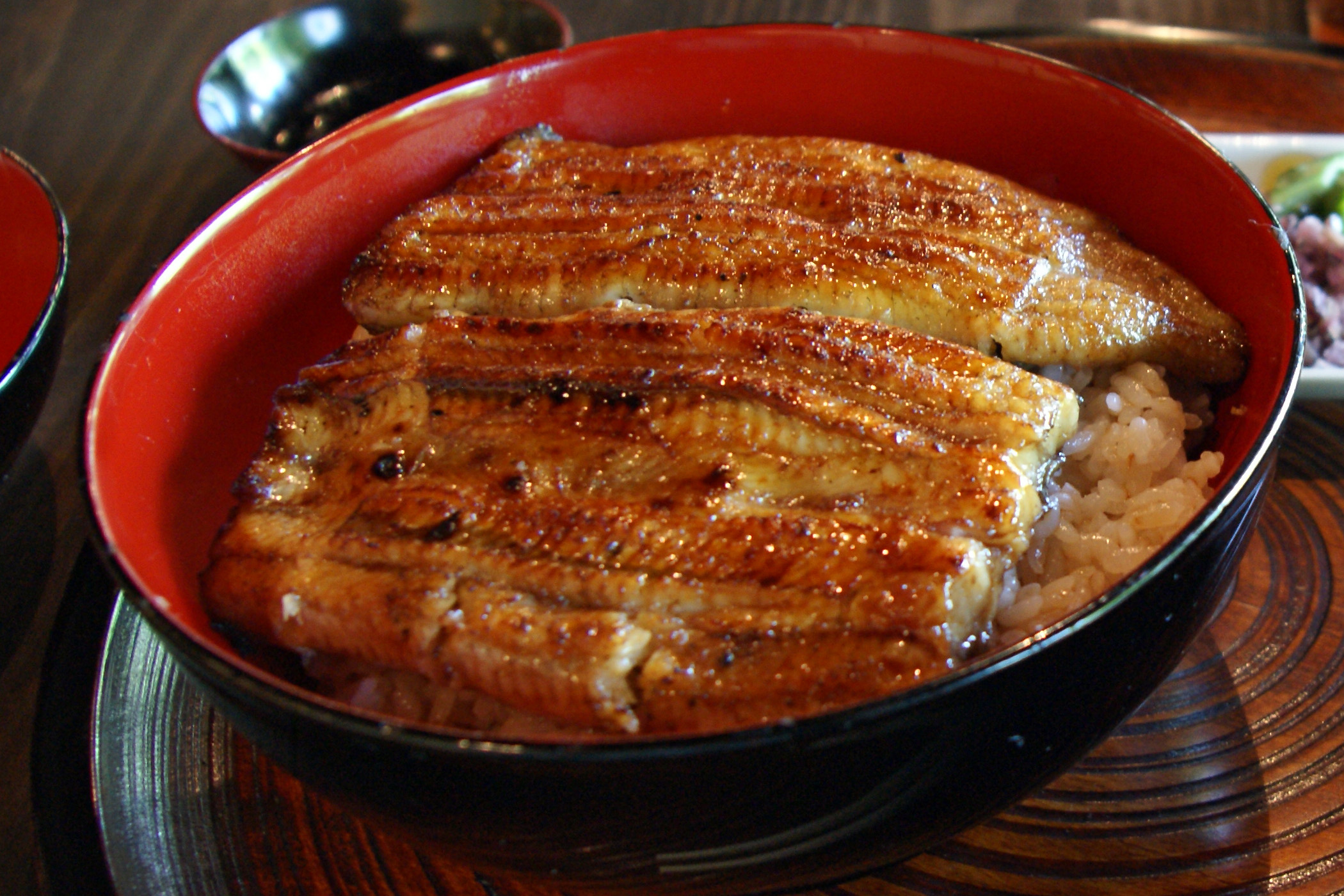
Unadon

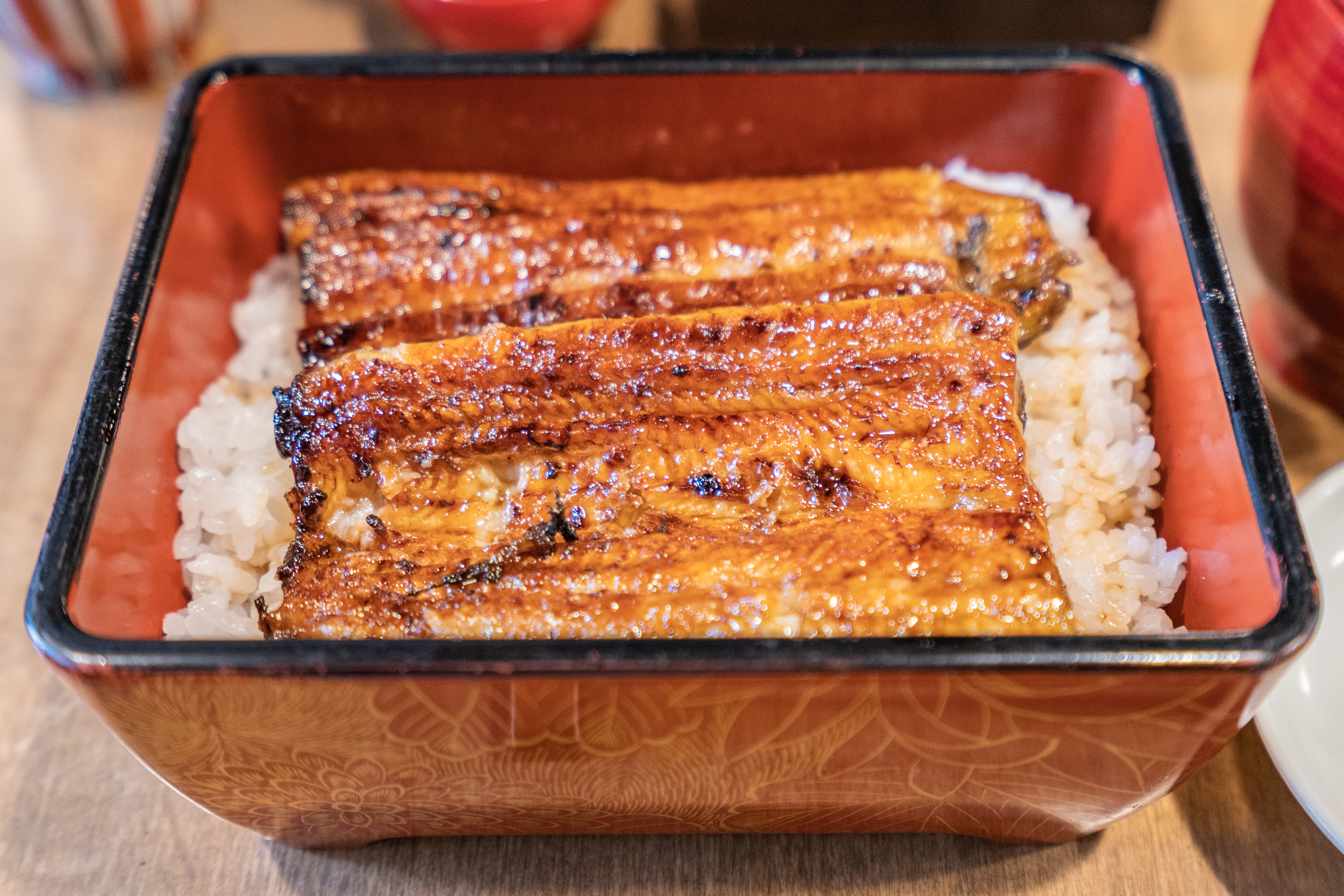
Unajū

Unadon (鰻丼 (Man đảm) viết tắt cho unagi donburi, "cơm lươn nướng") là một món có nguồn gốc từ Nhật Bản. Nó có một bát donburi loại lớn phủ cơm trắng, và cho lên các miếng phi lê lươn (unagi) nướng trong một kiểu được biết đến là kabayaki, giống teriyaki. Các miếng phi lê được tẩm một loại sốt làm từ đậu nành, gọi là tare và được caramen hóa, được yêu thích nhất là trên lửa than. Các miếng phi lê không được lột da, và mặt da màu xám được để hướng xuống. Sufficient tare Sốt tare đủ để một số sốt chảy xuống cơm ở dưới. Theo quy định, quả sanshō khô (gọi là tiêu Nhật Bản, thực ra liên quan theo loại thực vật) được rắc lên như là gia vị.

## Biến thể
Biến thể bao gồm unajū (, cùng một món ăn được phục vụ trong jūbako (重), hộp thức ăn thường được sơn mài), nagayaki (焼 き, lươn và cơm được phục vụ riêng) và hitumabushi (ま ぶ).
Có hai kiểu lươn nướng, chủ đề được đề cập chính xác hơn theo kabayaki. Về cơ bản, theo kiểu vùng Kanto, lươn được hấp chín trước khi nướng với nước sốt, khiến lươn mềm hơn. Phong cách vùng Kansai thì lươn được nướng mà không hấp.

## Lịch sử
Una-don là loại đầu tiên của món cơm donburi, phát minh vào cuối thời kỳ Edo, trong kỷ nguyên Bunka (1804-1818)  bởi một người đàn ông tên Imasuke Ōkubo   Sakai-machi (ở Nihonbashi Ningyōchō, Chūō, Tokyo) ngày nay, và trở thành một điểm nổi bật trong khu phố, nơi từng có Nakamura-za và Ichimura-za.
Quán ăn đầu tiên bán nó như một doanh nghiệp được tuyên bố là Ōnoya (大野屋), ở Fukiyachō (葺屋町)  (liền kề Sakai-chō) vào một thời điểm không xác định, nhưng có lẽ trước khi nhà hát bị đốt cháy vào năm 1841 và chuyển đi. Sau nạn đói lớn năm 1844, nó bắt đầu bán unadon cho một đồng xu Tenpō-sen, và trở thành một quán ăn nổi bật.
Đối với unajū, nơi lươn và cơm được nhét trong các hộp jūbako, một giả thuyết cho rằng người sáng lập ra nó là một Gihei (大谷儀兵衛), người bắt đầu kinh doanh nhà hàng cá nước ngọt ở Sanya, Asakusa, Tokyo, được gọi là Funagi (鮒儀)  (sau này gọi là Jūbako, thế hệ hiện tại của nhà hàng là ở Akasaka). Theo phiên bản này, unajū đã xuất hiện vào cuối thời Edo, nhưng có những người phê phán quan điểm này. Các nhà bình luận khác nói rằng unajū xuất hiện trong thời đại Đại Chính, và bằng cách sử dụng các hộp sơn mài, nhằm mục đích thể hiện đẳng cấp và sự xa xỉ. Unajū thường đắt hơn unadon.